# Najas flexilis
Najas flexilis — вид трав'янистих рослин з родини водокрасових (Hydrocharitaceae), поширений у помірно-прохолодних областях північної півкулі.

## Опис
Однорічна трав'яниста повністю занурена водна рослина 5–30 см завдовжки. Листки спарені разом на стеблі. Проста листова пластина має довжину до 25 міліметрів і шириною ≈ 0.5, рідко до 1 міліметрів; вони ледь помітно зубчасті з 6–20 листовими зубчиками довжиною не більше 0.1 міліметра на кожній стороні. Рослина однодомна. Невиразні квітки сидять поодиноко в пазухах листків. Гладкі, у зрілості від жовтуватого до темно-коричневого забарвлення плоди еліптичні, циліндричні довжиною до 3.5 міліметрів. Число хромосом 2n = 24, рідше 12.

## Поширення
Поширений у помірно-прохолодних областях північної півкулі; в Україні не зростає.

## Галерея

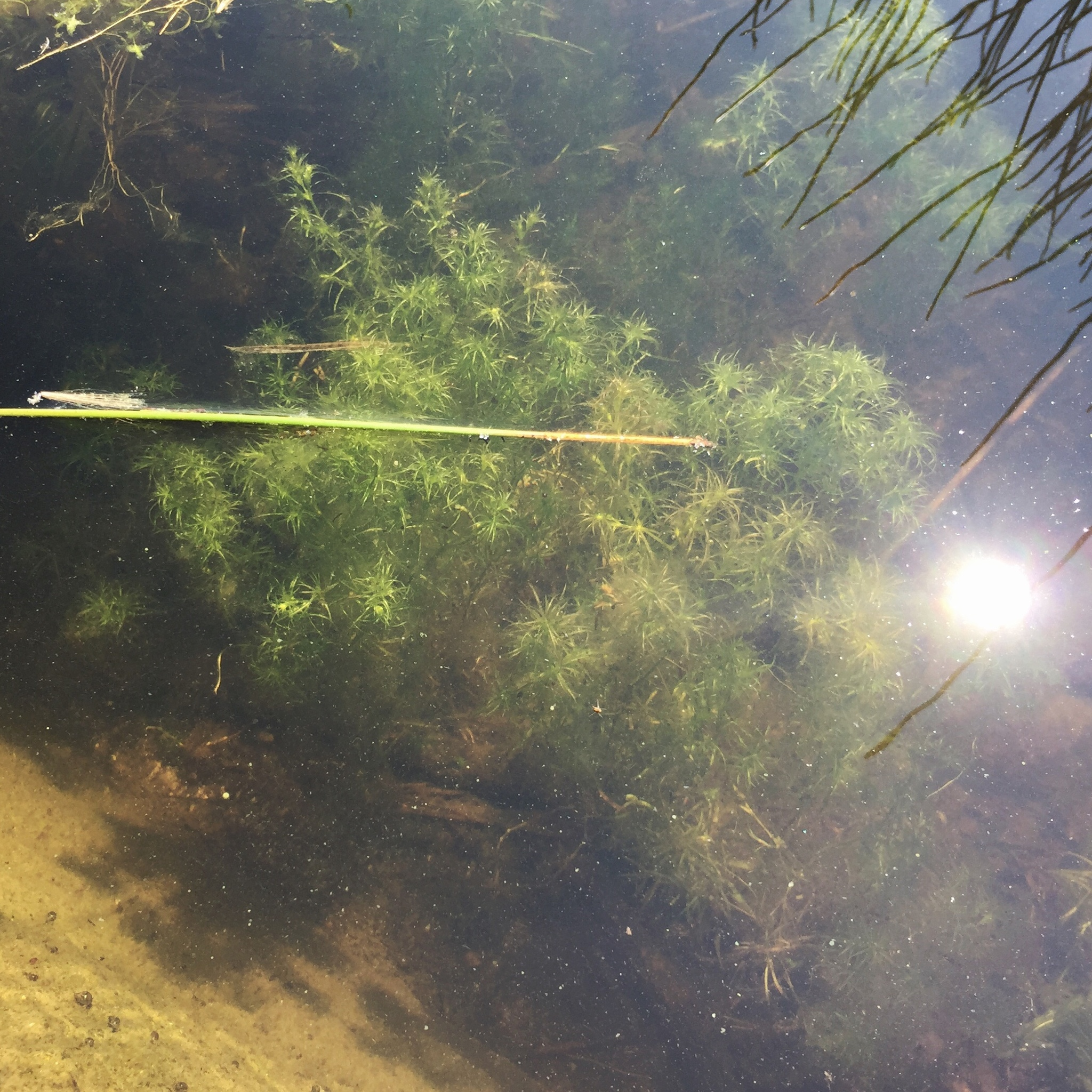
рослина
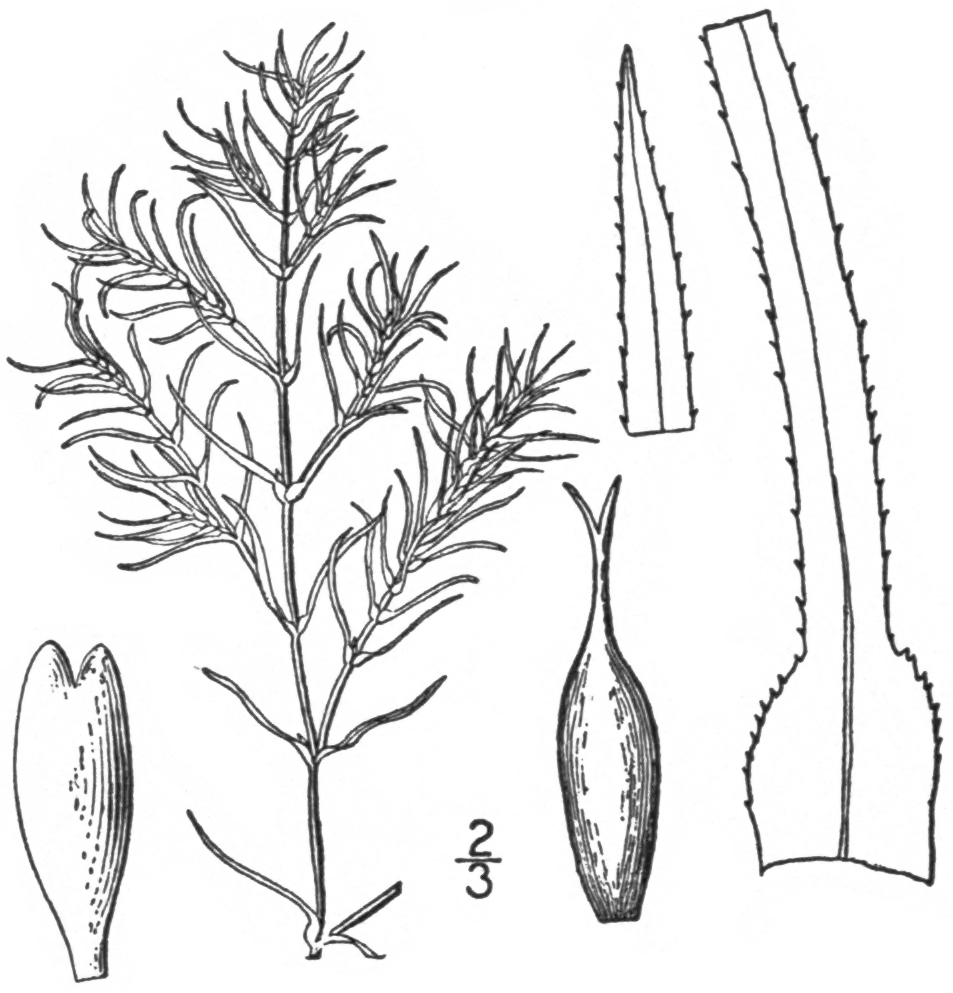
ілюстрація